# Eduardo Waghorn
Eduardo Waghorn Halaby (Santiago de Chile, 14 de junio de 1966 - Santiago de Chile, 1 de agosto de 2024) fue un músico, compositor, cantautor y abogado chileno, aunque también incursionó en la poesía, el dibujo artístico y la publicidad. Fue autor de más de 500 canciones. Waghorn autodefinía su estilo como «una mezcla de trova, pop y folk».

## Biografía

### Estudios.
Egresó del Liceo de Aplicación, luego ingresa a estudiar derecho en la Universidad de Valparaíso, carrera que termina en la Universidad de Las Américas.

### Inicios
Formó parte del coro del liceo y a los 12 años ganó un concurso de canto representándolo en el programa de televisión Hola Hola, conducido por el comunicador Pablo Aguilera. 
En 1984, cuando aún no cumplía los 18 años y cursaba primer año de Derecho en la Universidad de Valparaíso, comienza a componer sus primeras canciones. Participó y ganó en varios festivales de la zona; además, condujo varios programas de la radio Valentín Letelier, donde entrevistó a diversos músicos jóvenes, y presentó temas como Valparaíso brumoso, Tamara, Si dejara de pensar y Que sean los cardos. Adicionalmente, fue telonero de Sol y Medianoche, Hugo Moraga, Rudy Wiedmaier, Eduardo Peralta y Payo Grondona, entre otros.

### Traslado al sur de Chile y viaje a Argentina
En 1988, se traslada desde Viña del Mar a vivir a la Sexta Región de Chile, trabajando como profesor de música en diversas localidades de la zona: Santa Cruz, Peralillo, Población y Chépica; durante esa época compuso canciones como Muñeco de Trapo, Si me hablaran las estrellas, Sobrevivo lentamente y Delia. Tuvo a su cargo en ese año dos programas radiales en Santa Cruz y Cauquenes, en la VII Región, participando también en programa radial Dimensión Latinoamericana en Valparaíso, conducido por Thelmo Aguilar.
A comienzos de los años 90 viaja a Argentina donde difundió parte de su música por diversas provincias. De regreso en Chile, a partir de 1991 inició la grabación de varios demos, con el fin de lanzar su primer disco al mercado, sin embargo, el proyecto se pospuso; similar situación ocurrió con el Sello Alerce el año 1998. Finalmente, se recopiló algunas de sus canciones más conocidas y se plasmó en su primer disco profesional titulado Muñeco de Trapo.

### Muñeco de Trapo

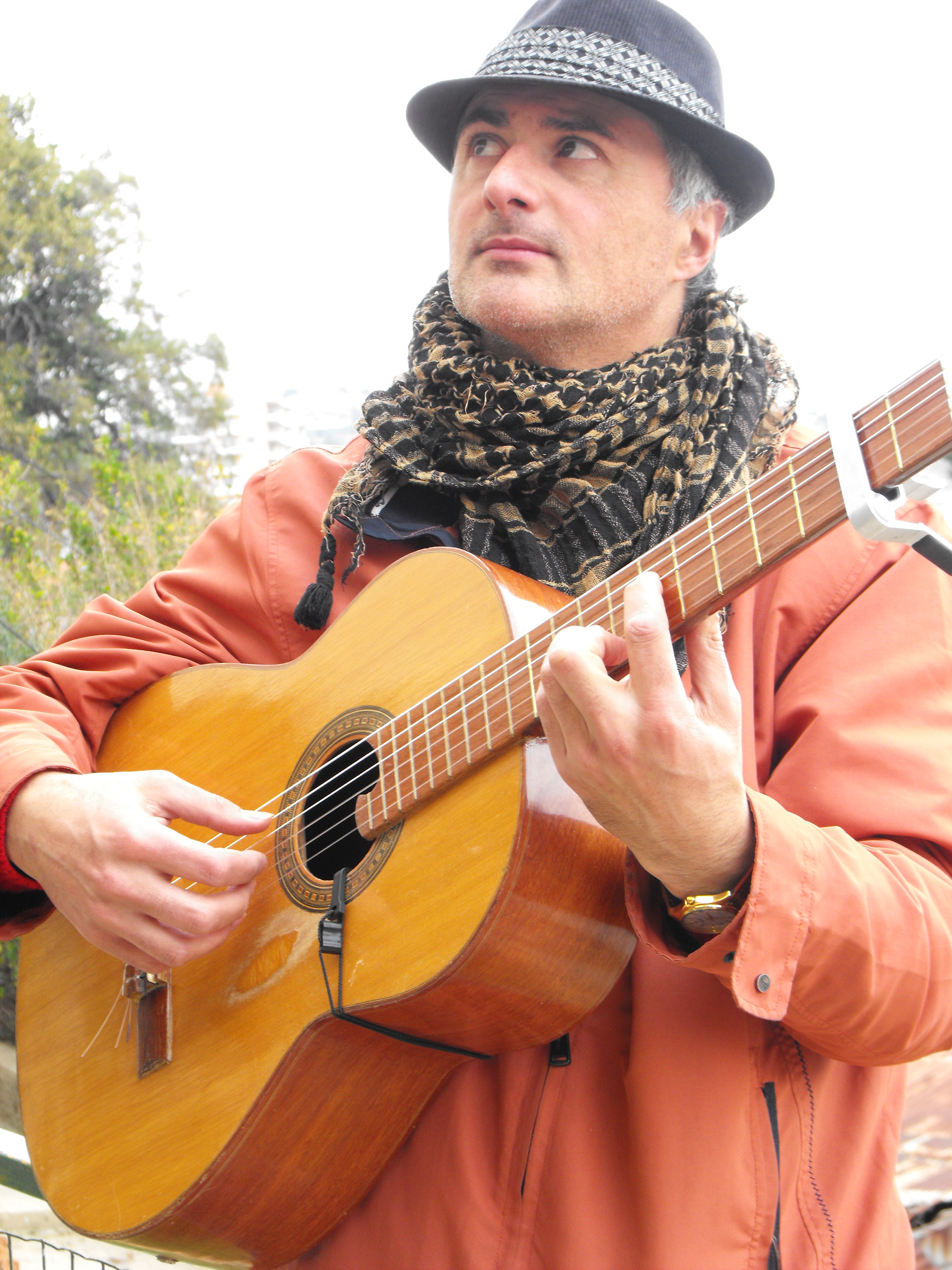
Presentación en Valparaíso circa 2010

Este disco consta de 11 canciones, todas grabadas en Santuario Sónico y masterizadas en Tarkus. Una vez terminado, Muñeco de Trapo comenzó a difundirse de inmediato en las radios de Santiago y varias ciudades del país, a contar de noviembre de 2010. Acerca de él, Beto Astorga, actor, músico y conductor de Radio Orgullo Nacional, comenta: «Estamos ante un trabajo muy especial, un disco con historia, y con una carga tan poderosa como las canciones que contiene su CD. Es un disco claro, oscuro, liviano y duro. La voz de Waghorn es intensa, profunda, y nos acaricia. Trabajos como éste merecen trascender».
En marzo del 2011 obtiene el segundo lugar en el Festival Virtual de la Voz, realizado en Santiago, con su canción Muñeco de Trapo, tema central de su disco homónimo. En agosto de 2011 su sencillo “Sol” obtuvo más de 75.000 votos en la página oficial de Radio Uno, y su disco Muñeco de Trapo fue seleccionado como “disco del día” por dicha radioemisora.
Entre octubre de 2011 y marzo de 2012, su sencillo Sol se posicionó en el ranking de los 30 principales del programa Dulce Patria de Radio Cooperativa.
En enero de 2012 postuló al Festival de Viña del Mar con su canción Yo me quedo en cada cosa, editada con un estilo más pop, y con arreglos del compositor Francisco Mendoza V. y el cantautor nacional Eduardo Valenzuela. 
En abril de 2012 lanzó su sencillo 12 de Agosto, que fue producido por Valenzuela. En 2013 fue postulado al Premio Altazor de las Artes Nacionales, Artes Musicales, con su tema Si me Hablaran las Estrellas, mención "mejor canción pop"; asimismo el 2014 ha sido postulado nuevamente a Altazor con su disco 12 de Agosto en la mención "Mejor Álbum Pop o Balada".
En agosto de 2020 jura como abogado ante la Corte Suprema de Justicia
Waghorn sufrió una ruptura de aneurisma a medidados del año 2024 que lo mantuvo hospitalizado durante varios días.
El 1 de agosto de 2024 falleció producto de un Accidente Cerebrovascular.

## Activismo social
Dentro de su faceta como abogado, durante 2021, Waghorn destacó en su labor como crítico a las acciones contra la epidemia de Covid que realizaban las autoridades chilenas. En mayo, en representación de un publicista, interpuso una querella dirigida al Presidente de la República Sebastián Piñera por su presunta responsabilidad en las toma de muestras posiblemente “fraudulentas” de exámenes PCR usados para detectar el coronavirus Covid-19. Si bien la acción judicial va dirigida contra el Presidente, el tribunal en su resolución indicó que esa admisibilidad es contra quien resulte responsable.

Durante 2021 y 2022 en Chile se vivió un  proceso de elaboración de una nueva Constitución, Waghorn participó activamente, generando una "Iniciativa Popular de Norma" que permitía a personas civiles o los agentes sociales,  participar en la redacción de esta Carta Magna. Su iniciativa numerada 43538 referente al tema del Consentimiento Médico Informado, logró ser aprobada al reunir un número de apoyos necesarios en la ciudadanía.

## Discografía

### Oficial
- 2011: Muñeco de Trapo
- 2012: 12 de agosto
- 2020: Sol
- 2020: Siempre te prometo
- 2020: Recolecciones